# 瓜爾達
瓜爾達（Guarda）是瑞士的城鎮，位於該國東部，由格勞賓登州負責管轄，面積31.41平方公里，海拔高度1,653米，2011年人口164，六成居民使用羅曼什語，人口密度每平方公里5人。